# Leszállóegység

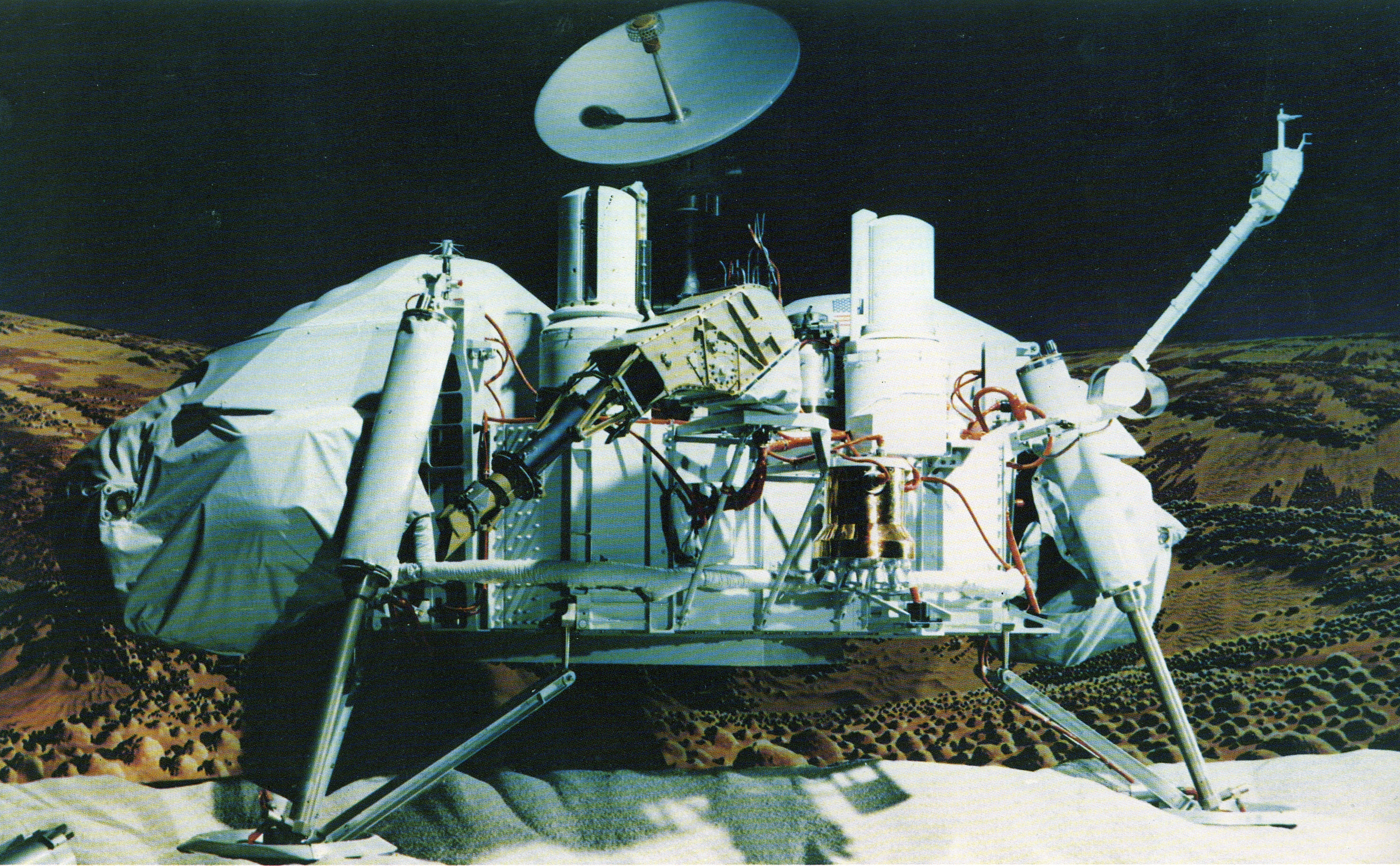
A Viking lander makettja

A leszállóegység vagy lander olyan űrszonda, amely egy másik bolygó vagy hold felszínén végez vizsgálatokat.

## Fontosabb leszállóegységek, programok
(zárójelben az indító ország)

### Hold
- Luna-program (Szovjetunió), 
  - Luna–9 – az első leszállás a Holdon
  - Luna–16 – anyagminta visszahozása
  - Luna–17 – Lunohod–1
  - Luna–20 – anyagminta visszahozása
  - Luna–21 – Lunohod–2
  - Luna–24 – anyagminta visszahozása
- Surveyor-program (USA),
  - Surveyor–1
  - Surveyor–3
  - Surveyor–5
  - Surveyor–6
  - Surveyor–7

### Vénusz
- Venyera-program (Szovjetunió), 
  - Venyera–7 – az első leszállás a Vénuszon
  - Venyera–8
  - Venyera–9
  - Venyera–10
  - Venyera–11
  - Venyera–12
  - Venyera–13
  - Venyera–14
- Pioneer Venus-program (NASA, Egyesült Államok), 
  - Pioneer Venus Orbiter – Pioneer–12, Pioneer Venus-1 (1978. május 20.);
  - Pioneer Venus Multiprobe – Pioneer–13, Pioneer Venus-2 (1978. augusztus 8.);

### Mars
- Marsz-program (Szovjetunió), 
  - Marsz–3 – az első leszállás a Marson

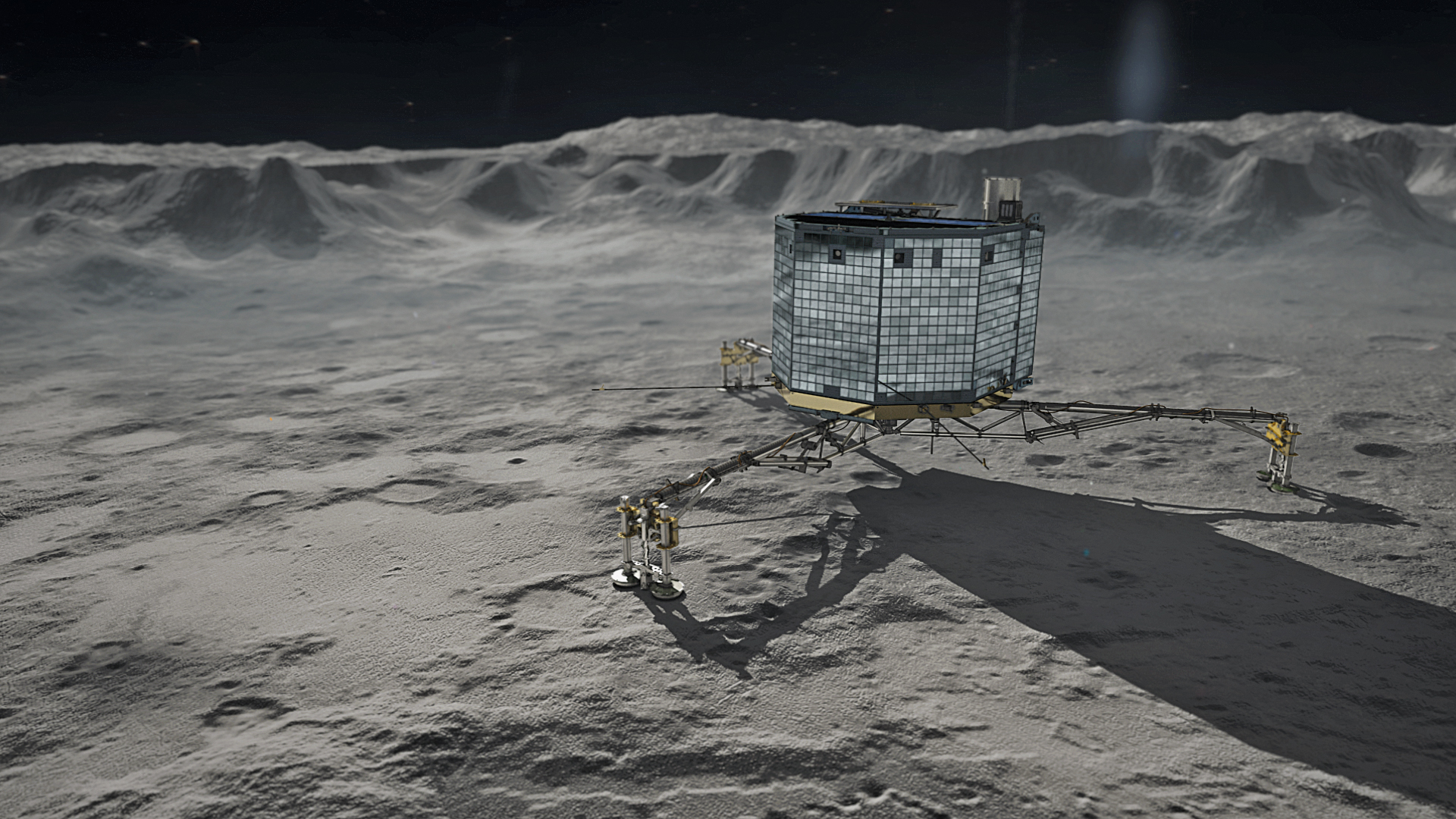
A Philae a 67P üstökösön (fantáziarajz)

- Viking-program (USA),
  - Viking–1
  - Viking–2
- Mars Pathfinder (USA),
- Mars Exploration Rover
  - Spirit
  - Opportunity

### Titán, aSzaturnuszholdja
- Cassini–Huygens-program (USA),
  - Huygens

### 67P/Csurjumov–Geraszimenko üstökös
- Rosetta űrszonda, Európai Űrügynökség (ESA)
  - Philae leszállóegység (2014. november 12.)